# Bopa
Bopa är en kommun i departementet Mono i Benin. Kommunen har en yta på 365 km2, och den hade 96 281 invånare år 2013.